# Myrmecia pilosula
Myrmecia pilosula és una espècie de formiga de la subfamília dels mirmecins (Myrmeciinae) nativa d'Austràlia. S'han registrat colònies d'aquestes formigues a tot el país, però es troben més sovint a Tasmània, zones rurals de Victòria, Nova Gal·les del Sud, Territori de la Capital Australiana i l'àrea sud-est d'Austràlia Meridional.